# Neivamyrmex punctaticeps
Neivamyrmex punctaticeps é uma espécie de formiga do gênero Neivamyrmex.